# ウクライナの映画
ウクライナの映画（英: Cinema of Ukraine, Ukrainian Cinema、ウクライナ語：Український кінематограф、ロシア語：Кинематограф Украины）には、ウクライナ国内で製作された映画、またウクライナ出身者によって国外で製作された映画が含まれる。
第二次世界大戦後までは、ナショナリズムを鼓舞するための国策映画・プロパガンダ作品が主流だったが、のちにウクライナ独自の表現を獲得し、一部の監督は国際的に高く評価されるようになった。1991年に独立するまでウクライナの映画製作はソビエト連邦・ロシア連邦ときわめて緊密な関係を築いてきたため、初期の製作者・俳優の多くはソビエト・ロシア映画史の重要な一部ともみなされている。
2024年には、ロシアのウクライナ侵攻を描いた『実録 マリウポリの20日間』がアメリカの第96回アカデミー賞で長篇ドキュメンタリー賞を受賞、ウクライナの映画として初の同賞受賞を果たした。

## 歴史

### 草創期
ウクライナにおける長編映画の製作開始は西ヨーロッパよりもやや遅れ、1907年の『迷宮のコチュベイ（Kochubei in the Dungeon/ Kochubei v temnitse）』が最初の例とされている。しかし恒常的な映画製作には結びつかず、1911〜1914年の間に映写技師サーヘンコ（D. Sakhenko）が数本の短編を撮ったのみだった。
しかし1917年の革命後、ウクライナの映画館がすべて国有化され、さらに1922年までにヤルタとオデッサに国営の映画撮影所が設立されてから、本格的な映画製作が始まった。この頃には「アジトキ agitki/agitka」と呼ばれるプロパガンダ用の短編が大量に製作されたほか、ウクライナ出身の監督ピョートル・チャーディニン（Pyotr Chardynin）が『タラス・シェフチェンコ（Taras Shevchenko）』(1926)のような愛国心の涵養を目的とした長編映画を多数撮っている。
1930年代、ヴァスィル・アヴラメンコは北米でウクライナ語映画の先駆者として活躍。1936年の『ナタルカ・ポルタフカ』は米国初のウクライナ語映画であり、1938年の『流浪のコサック』はカナダで製作された。これらの作品はウクライナ文化を国際的に紹介する役割を果たした。

### ジガ・ヴェルトフとドヴジェンコ
革命後に映画製作はウクライナで国民統一の重要なツールとなり、1928年、「全ウクライナ写真映画管理局 (The All-Ukrainian Photo-Cinema Administration、略:VUFKU) 」がキエフに大規模な映画スタジオを設立。ここでは国策映画のほかにも、ソビエト映画のモンタージュ理論を応用した多様な実験作品も製作された。ジガ・ヴェルトフはその重要な推進者の一人となり、『これがロシヤだ』 (1929)や『情熱』(1930)は、このキエフのスタジオで製作されている。

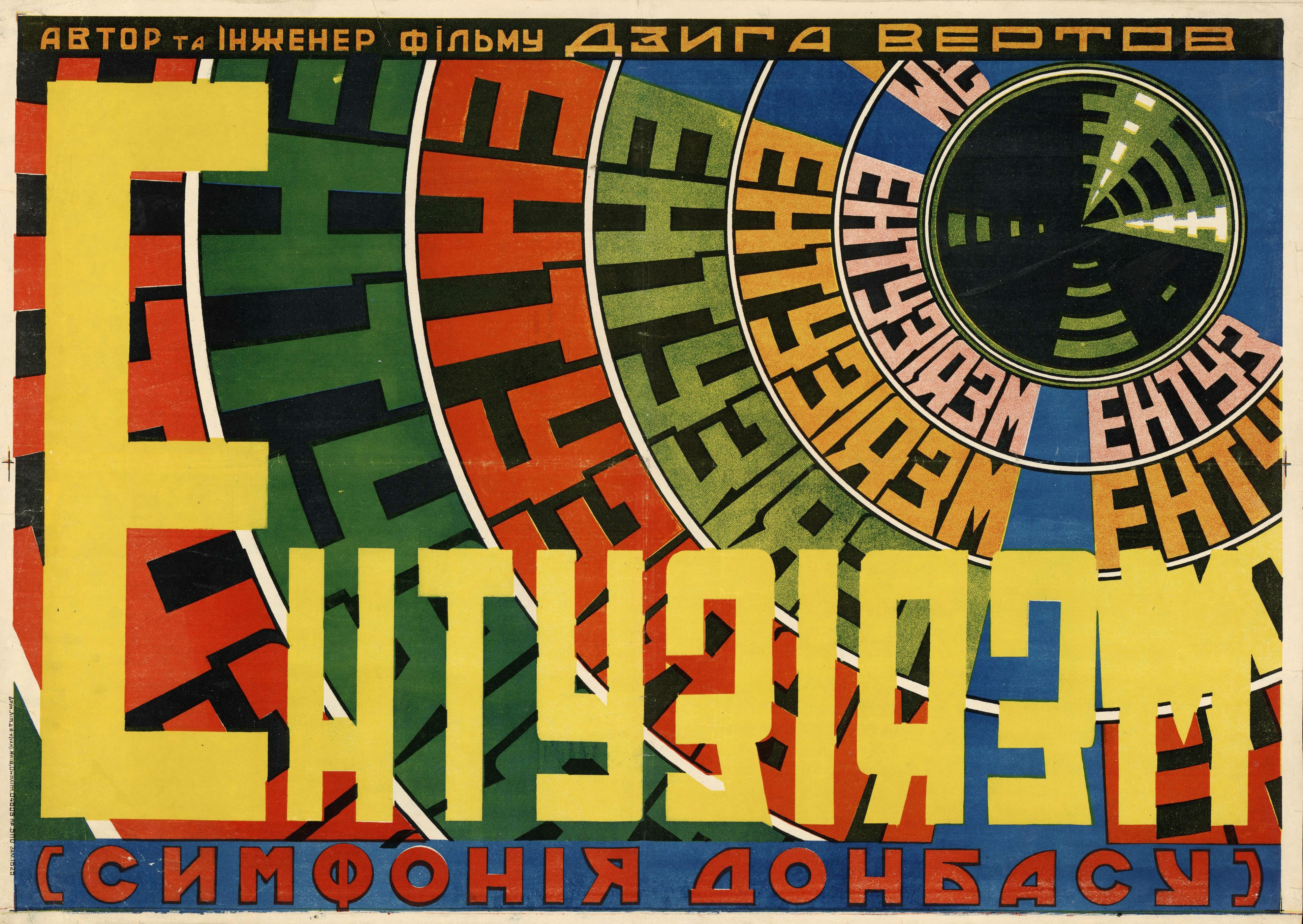
ジガ・ヴェルトフ『情熱』のポスター。ウクライナの撮影所で製作された彼の作品は、ソヴィエト映画にきわめて大きな貢献を行った。

同時期に登場したアレクサンドル・ドヴジェンコは、主にウクライナにおける革命と集団化の問題を扱った作品を手がけ、『大地（Earth/ Zemlia）』 (1930)などは、ソ連国内のみならず、国際的にもきわめて高く評価されるようになった。また同じくウクライナ人の監督イホール・サヴチェンコ（Ilhor’ Savchenko）も1930年代に名声を確立し、第二次大戦中にキエフ撮影所が中央アジアへ疎開した際も映画製作を続けている。

### 第二次世界大戦後
第二次世界大戦後、ウクライナでは社会主義リアリズムの手法をとるプロパガンダ映画が主流になる。しかし1960年代にジョージア（グルジア）出身のセルゲイ・パラジャーノフ が内省的・詩的な映画表現に道を開き、とくに『火の馬（Shadows of Our Forgotten Ancestors/ Tini zabutykh predkiv）』 (1965) は世界的に大きな影響を及ぼした。
パラジャーノフ以後、ウクライナ映画はプロパガンダを脱して独自の映画表現と呼べるものの成長を始めたとされており、ユーリー・イリエンコ（Yuri Il’enko）、イヴァン・ムィコラチュク（Ivan Mykolaichuk）、レオニド・オシカ（Leonid Osyka）、ロマーン・バラヤン（Roman Balaia）などがその潮流で活躍した。
この傾向は1970年代までつづき、とくにオデッサ映画スタジオを拠点としたキラ・ムラートワ （Kira Muratova）に至って、ウクライナ映画の芸術表現は高い完成度を獲得したと考えられている。

### 独立以後

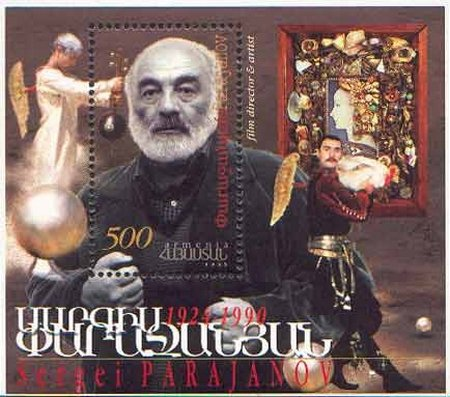
セルゲイ・パラジャーノフの肖像写真を使ったアルメニアの切手 (1999年）。パラジャーノフはウクライナで多数の映画を製作し、国際的に大きな影響力を持った。

1991年のウクライナの独立、さらに2004年の民主化運動（オレンジ革命）ののち、ウクライナ国内の映画館にはハリウッド大作があふれるようになり商業化が鮮明となった。国内の映画製作でも独自の芸術表現を模索する動きは後退するが、一方で産業としては安定し、2009〜2012年にかけては毎年10〜15本の作品が製作・公開されるようになった。この中からロマーン・ボンダルチュク（Roman Bondarchuk）、ナディア・コシュマン（Nadiya Koshman）らが現れ、キラ・ムラートワは遺作『永遠の帰郷〈日本未公開〉（Eternal Homecoming / Vechnoe vozvrashchenie）』(2012)を撮っている。
2014年、ウクライナ手話のみで進行する作品『ザ・トライブ（The Tribe/ Plemya）』（ミロスラヴ・スラボシュヴィツキー監督、2014）はとくに欧米で高く評価され、主要映画祭で20以上の賞を受賞するなどウクライナ映画が国際的に再注目されるきっかけとなった。
同年、ロシアがクリミア半島を併合すると国内の政治状況は不安定になり、ウクライナ国家映画庁の予算も大幅に削減されたため、2015年には国内で製作された映画は3本にまで激減した。
しかし2017年に外国人プロデューサーを支援する「新映画法」が成立、2018年からは国の支援がふたたび増額されるなど、2022年にロシアによる侵攻が始まる前までは、ウクライナの映画産業は回復の兆しを見せていた。
現在活動するウクライナ出身の映画監督として国際的評価が最も高い一人は、セルゲイ・ロズニツァ（Sergei Loznitsa）である。ロズニツァは初め科学者としてキャリアをスタートするが映画製作に転じ、主にドキュメンタリーを撮って、ウクライナに数々の国際的な映画賞をもたらした。しかし分離主義者の支配地域を描いた劇映画『ドンバス (Donbass)』(2021) は欧米では絶賛されたが、ロシアでは上映禁止になり、さらにロシアのウクライナ侵攻後には対ロシア方針をめぐってウクライナ映画協会とも対立・除名され、ロズニツァは事実上の亡命生活の中で映画製作を続けている。

### 現在の映画製作
ウクライナ国内での映画製作は、文化省と映画庁が統括する国家事業である。ここから支出される国家予算（一部に民間からの寄附を含む）を、唯一の製作者団体であるウクライナ撮影監督協会がとりまとめて年間数本の映画を製作している。2019年の時点では、映画庁は年間1700万ドル（約20億円）を支出していた。

### ウクライナ語吹き替え映画
2010年には、ウクライナの全映画の3分の1がロシア語字幕だった。2019年には、すべての映画にウクライナ語の吹き替えまたは字幕を付けることを義務付ける法律がウクライナ議会によって可決された。2021年、 Netflixは、ウクライナ語吹き替えの最初の長編映画をリリースした。
2017年に『パディントン2』がウクライナで公開された際、主人公パディントンの声は、当時コメディアンとして人気のあった後のゼレンスキー大統領が吹き替えている。

## 映画スタジオ

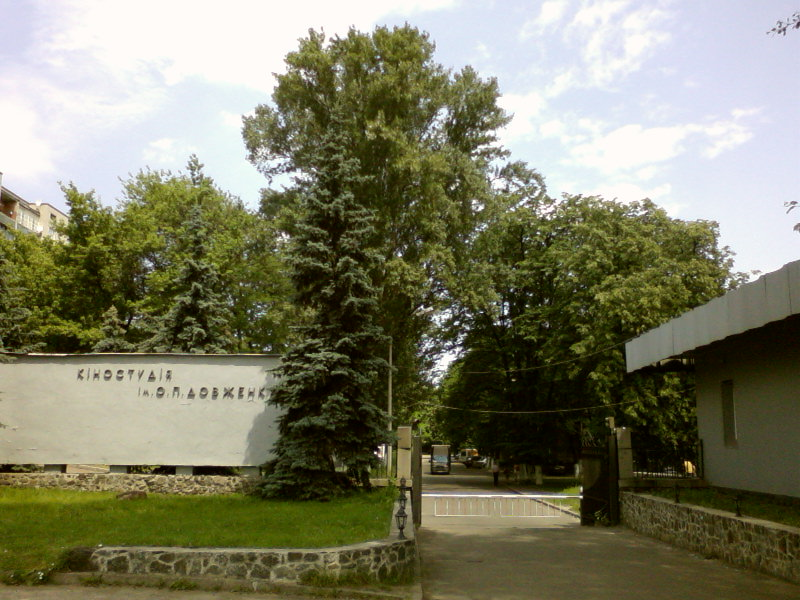
ドヴジェンコ・フィルム・スタジオへの中央入口。

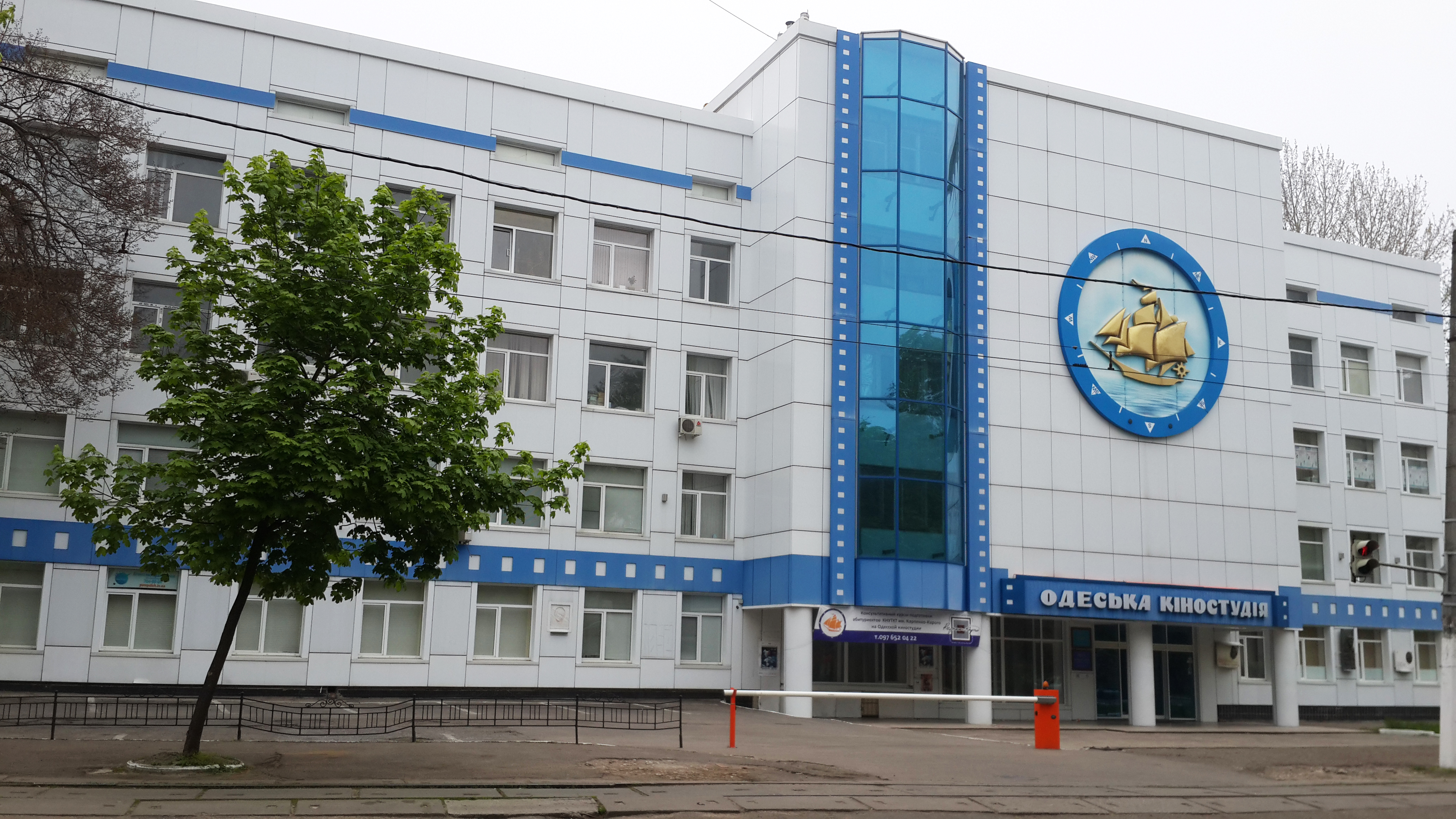
オデッサ映画スタジオの外観

### 国有
- ドヴジェンコ・フィルム・スタジオ （キーウ）
- キエフフィルム（キーウ）
- ウクライナ国立映画館（キエフ映画の旧一部）（キーウ）
- オデッサ映画スタジオ（オデッサ）
- ウクラニマフィルム（キエフフィルムの旧部分）（キーウ）
- Ukrtelefilm（キーウ）
- ヤルタ映画スタジオ[12] （ヤルタ）

### その他
- Animagrad（キーウ）
- Film Service Illuminator
- Film.UA [25] （キーウ）
- フレッシュ・プロダクション
- Halychyna-Film Film Studio（リヴィウ）
- Interfilm Production Studio
- Kinofabryka
- リンクドフィルム
- オデッサアニメーションスタジオ（オデッサ）
- パナマグランプリ（キーウ）
- Patriot Film
- プロントフィルム（キーウ）
- スターメディア
- Yalta-Film Film Studio[26] （ヤルタ）

## 配給体制

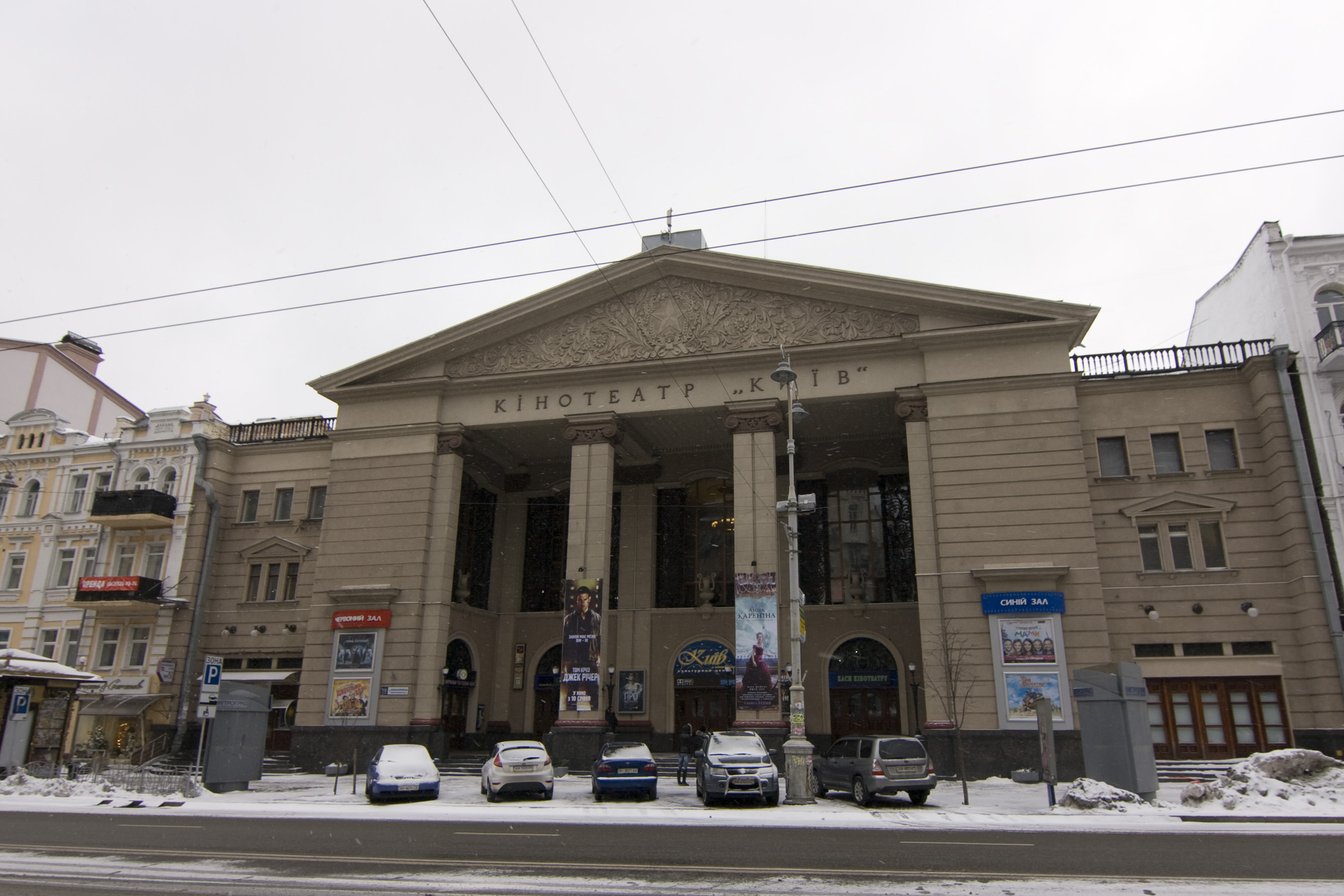
キーウ映画館

### 主な配給会社
- B＆H Film Distribution Company：ウォルト・ディズニー・ピクチャーズ、ユニバーサル・ピクチャーズ、パラマウント・ピクチャーズ、ソニー・ピクチャーズ エンタテインメント（コロンビアピクチャーズ） [27]
- ウクライナ映画配給会社（旧ジェミニウクライナ）：20世紀フォックス映画（サーチライト・ピクチャーズ、ブルースカイ・スタジオ）による映画のローカルディストリビューター[27]。
- VLG.FILM（旧Volga Ukraine）：ミラマックス 、 スタジオカナル 、 STX Entertainment 、 A24 、 ライオンズゲート 、 フォーカス・フィーチャーズ 、 ヨーロッパ・コープ 、 PathéExchange 、Kinology、 Affinity Equity Partners 、Exclusive Media Group、 TF1。
- キノマニア：ワーナー・ブラザース（ニュー・ライン・シネマ）による映画のローカルディストリビューター[27]。

このほか芸術性の強い外国映画などは、主にアートハウス・トラフィックによって配給される。

### 興行収入の多かった作品
| ウクライナ語のタイトル    | 英語のタイトル                   | 年     | チケット販売枚数（百万） |
| ------------------------- | -------------------------------- | ------ | ------------------------ |
| НП – Надзвичайна пригода  | E.A. — Extraordinary Accident    | 1959年 | 47.5                     |
| У бій ідуть лише «старі»  | Only Old Men Are Going to Battle | 1973年 | 44.3                     |
| Вдалечінь від батьківщини | Far from the Motherland          | 1960年 | 42.0                     |
| Доля Марини               | Marina's Destiny                 | 1954年 | 37.9                     |
| Подвиг розвідника         | Secret Agent                     | 1947年 | 22.73                    |

## 映画祭

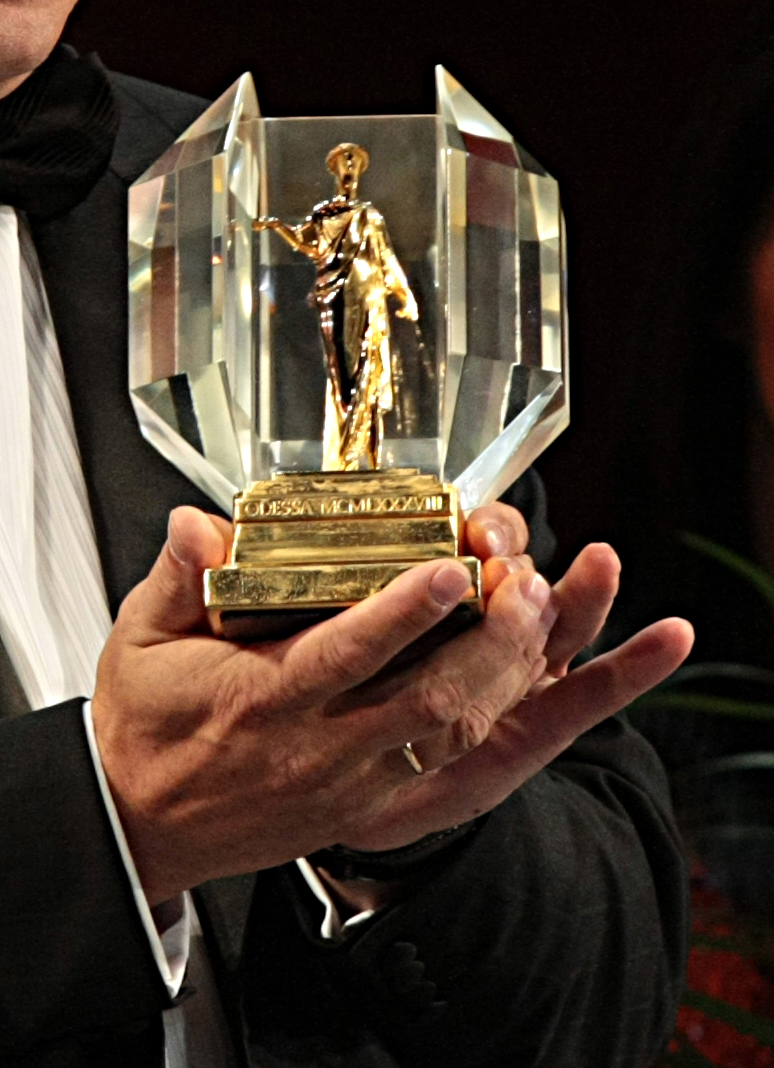
オデッサ映画祭グランプリ

ウクライナ国家映画庁はオデッサ国際映画祭を一部主催している。もう1つの映画祭である、キエフで開催されるモロディストは、ウクライナで開催される唯一のFIAPF認定の国際映画祭である。そのプログラムには、世界中の学生映画、短編映画、そして長編映画があり、毎年10月に開催される。

### ウクライナ内の映画祭一覧
- モロディスト・キエフ国際映画祭[29]、キエフ国際映画祭、キエフで開催（1970-）
- キエフ国際映画祭[30]、キエフで開催（2009-）
- キエフ国際短編映画祭[31]、キエフで開催（2012-）
- キノレフ、リヴィウで開催（2006-）
- オデッサ国際映画祭[32]、オデッサで開催（2010- ）
- Krok[16](1987)、ウクライナ映画作家協会が主催し、ウクライナとロシアで開催されたアニメーション映画祭。
- ポクロフ[33]、 キエフで開催されるキリスト教正教会の国際映画祭（2003-）
- Vidkryta Nich（Open Night）[34]、 キエフで開催されるウクライナデビュー短編映画祭（1997-）
- ハリコフサイレン映画祭[35]、 ハリコフで開催される短編映画の国際映画祭（2008-）
- ウィズアート[36]、リヴィウで開催される国際短編映画祭（2008-）
- VAU-Fest[37]、キエフ州ウクライーンカで開催される国際ビデオアートと短編映画祭（2010-）
- キノフロント[38]、ウクライナZとインディーズ映画のフェスティバル（2008-）
- Docudays UA[39]、ウクライナ周辺の旅行プログラムとともにキエフで開催された国際人権ドキュメンタリー映画祭（2003-）
- 連絡先、キエフで開催された国際ドキュメンタリー映画祭（2005-2007）
- ベルジャンシク国際映画祭「ゴールデンブリガンティン」 [40]独立国家共同体とバルト諸国で行われた映画祭、ベルジャンシク市で開催（2011）
- イルピン映画祭[41]、イルピンで開催された代替え映画の国際的な非営利映画祭（2003）
- ゴールデンペクトラル[42]
- クラウン・オブ・カルパティア[43]
- ミュートナイト、オデッサ、6月の第3週にオデッサで開催される国際無声映画祭。
- キノ - ヤルタ、プロデューサーのシネマフェスティバル[44] （2003）、ロシア政府と共同開催
- Stozhary[45]、キーウで開催（1995-2005）
- セバストポリ国際映画祭[46]、クリミア半島、セヴァストポリで開催（2005-2009、2011）

### 映画賞

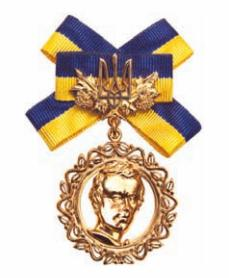
シェフチェンコ国立賞

1987年、ウクライナのエンジニア兼アニメーターのEugene Mamutは、3人の同僚とともに、プレデターのRGA / Oxberry Compu-Quad特殊効果オプチカルプリンターの設計と開発で«Oscar» (科学技術賞)を受賞した。
2006年、ウクライナのエンジニア兼発明家であるAnatoliy Kokushは、ウクライナの安定したアームジャイロカメラクレーンとフライトヘッドの開発で2つのOscar賞を受賞した。
- 舞台芸術のシェフチェンコ国立賞
- ウクライナドヴジェンコ州賞
- スキタイ・ディアー、留学生映画祭モロディストの主賞[47]
- オデッサ国際映画祭（OIFF）の主賞であるGolden Dzyga （ウクライナ映画アカデミー賞） [48][49]
- サニー・バニー、留学生映画祭モロディストの賞
- ウクライナ・パノラマ、留学生映画祭モロディストの賞

- ウクライナSSRのレーニンコムソモール賞

## 主なウクライナ映画の一覧
- 1910 Шемелько-денщик або Хохол наплутав / Shemelko-Denshchyk, 監督: Oleksandr Ostroukhov-Arbo
- 1912 Запорізька січ / Zaporizhian Sich, 監督: Danylo Sakhnenko
- 1912 Любов Андрія / Andriy's Love, 監督: Danylo Sakhnenko
- 1913 Полтава / Poltava, 監督: Danylo Sakhnenko
- 1926 Ягідка кохання / Love's Berries, 監督: Oleksandr Dovzhenko (サイレント映画)
- 1926 Тарас Шевченко/ Taras Shevchenko, 監督: Pyotr Chardynin
- 1926 Тарас Трясило / Taras Triasylo, 監督: Pyotr Chardynin
- 1928 Арсенал / Arsenal, 監督: Oleksandr Dovzhenko (サイレント映画)
- 1928 Звенигора / Zvenyhora, 監督: Oleksandr Dovzhenko (サイレント映画)
- 1928 Шкурник / Leather-man, 監督: Mykola Shpykovsky (サイレント映画)
- 1928 Одинадцятий /The Eleventh Year, 監督: Dziga Vertov (ドキュメンタリー)
- 1929 Людина з кіноапаратом / Man with a Movie Camera, 監督: Dziga Vertov (ドキュメンタリー)
- 1930 Ентузіазм (Симфонія Донбасу)/ Enthusiasm, 監督: Dziga Vertov (ウクライナ初の音声ドキュメンタリー)
- 1930 Земля / Earth, 監督: Oleksandr Dovzhenko (サイレント映画)
- 1932 Іван / Ivan, 監督: Oleksandr Dovzhenko (サイレント映画)
- 1932 Коліївщина / Koliyivshchyna, 監督: Ivan Kavaleridze
- 1935 Аероград / Aerograd, 監督: Oleksandr Dovzhenko (sci-fi)
- 1936 Наталка Полтавка / Natalka Poltavka, 監督: Ivan Kavaleridze
- 1939 Щорс / Shchors, 監督: Oleksandr Dovzhenko (ドキュメンタリー)
- 1941 Богдан Хмельницький / Bohdan Khmelnytsky, 監督: Ihor Savchenko
- 1943 Битва за нашу Радянську Україну / Battle for Soviet Ukraine, 監督: Oleksandr Dovzhenko
- 1947 Подвиг розвідника / Secret Agent, 監督: Borys Barnet
- 1951 Тарас Шевченко / Taras Shevchenko, 監督: Ihor Savchenko
- 1952 В степах України / In the Steppes of Ukraine, 監督: Tymofiy Levchuk
- 1952 Украдене щастя / Stolen Happiness, 監督: Hnat Yura (by the drama of Ivan Franko)
- 1953 Мартин Боруля / Martyn Borulia, 監督: Oleksiy Shvachko
- 1955 Іван Франко / Ivan Franko, 監督: Tymofiy Levchuk
- 1959 Григорій Сковорода / Hryhoriy Shovoroda, 監督: Ivan Kavaleridze
- 1960 Наталія Ужвій / Nataliya Uzhviy, 監督: Serhiy Paradzhanov
- 1961 За двома зайцями / Chasing Two Hares, 監督: Viktor Ivanov (by the play of Mykhailo Starytsky)
- 1962 Квітка на камені (Ніхто так не кохав) / Flower on the Stone, 監督: Serhiy Paradzhanov
- 1963 Королева бензоколонки / Queen of the Gas Station, 監督: Mykola Litus and Oleksiy Mishurin
- 1964 Тіні забутих предків / Shadows of Forgotten Ancestors, 監督: Serhiy Paradzhanov
- 1964 Сон / The Dream, 監督: Volodymyr Denysenko
- 1965 Гадюка / The Viper, 監督: Viktor Ivchenko
- 1965 Криниця для спраглих / Well for thirsty, 監督: Yuriy Illienko
- 1966 Соловей із села Маршинці / Nightingale from the Village of Marshyntsi, 監督: Rostyslav Synko (ミュージカル、主演はSofia Rotaru)
- 1967 Київські мелодії / Kyiv Melodies, 監督: Ihor Samborskyi
- 1968 Анничка / Annychka, 監督: Borys Ivchenko
- 1968 Камінний хрест / Stone cross, 監督: Leonid Osyka (原作: Vasyl Stefanyk)
- 1969 Ми з України / We are from Ukraine, 監督: Vasyl Illiashenko
- 1970 Білий птах з чорною ознакою / White Bird with Black Mark, 監督: Yuriy Illienko
- 1971 Захар Беркут / Zakhar Berkut, 監督: Leonid Osyka (ストーリー: Ivan Franko)
- 1971 Червона рута / Chervona Ruta, 監督: Roman Oleksiv (musical featuring Sofia Rotaru and Vasyl Zinkevych)
- 1972 Пропала Грамота / The Lost Letter, 監督: Borys Ivchenko
- 1973 У бій ідуть лише «старі» / Only Old Men are Going to Battle, 監督: Leonid Bykov
- 1974 Марина / Maryna, 監督: Borys Ivchenko
- 1975 Пісня завжди з нами / Song is Always with Us, 監督: Viktor Storozhenko (musical featuring Sofia Rotaru)
- 1976 Ати-бати, йшли солдати... / Aty-baty, Soldiers were Going..., 監督: Leonid Bykov
- 1976 Тривожний місяць вересень / The Troubled Month of Veresen, 監督: Leonid Osyka
- 1977 Весь світ в очах твоїх... / All the World is in Your Eyes, 監督: Stanislav Klymenko
- 1978 Море / Sea, 監督: Leonid Osyka
- 1979 Дударики / Dudaryky, 監督: Stanislav Klymenko
- 1979 Вавілон XX / Babylon XX, 監督: Ivan Mykolaichuk
- 1980 Чорна курка, або Підземні жителі / Black Chicken or the Underground Inhabitants, 監督: Viktor Hres
- 1981 Така пізня, така тепла осінь / Such Late, Such Warm Autumn, 監督: Ivan Mykolaichuk
- 1982 Повернення Баттерфляй / The Return of the Butterfly, 監督: Oleh Fialko
- 1983 Колесо історії / Wheel of History, 監督: Stanislav Klymenko
- 1983 Вир / Whirlpool, 監督: Stanislav Klymenko
- 1984 Украдене щастя / Stolen Happiness, 監督: Yuriy Tkachenko (ドラマ: Ivan Franko)
- 1985 Вклонись до землі / Earth-reaching Bowing, 監督: Leonid Osyka
- 1986 І в звуках пам'ять відгукнеться... / And Memory Will Recall in the Sounds..., 監督: Tymofiy Levchuk
- 1987 Данило — князь Галицький / Danylo — Kniaz of Halychyna, 監督: Yaroslav Lupiy
- 1988 Чорна Долина / Black Valley, 監督: Halyna Horpynchenko
- 1989 Небилиці про Івана / Fables about Ivan, 監督: Borys Ivchenko
- 1989 Камінна душа / Stone Soul, 監督: Stanislav Klymenko
- 1989 В Далеку Путь / Taking Off, 監督: Oles Yanchuk (短編映画)
- 1991 Голод-33 / Famine-33, 監督: Oles Yanchuk
- 1991 Чудо в краю забуття / Miracle in the Land of Oblivion, 監督: Natalia Motuzko
- 1992 Тарас Шевченко. Заповіт / Taras Shevchenko. Testament, 監督: Stanislav Klymenko
- 1993 Гетьманські клейноди / Hetman's Regalia, 監督: Leonid Osyka
- 1993 Сад Гетсиманський / Garden of Gethsemane, 監督: Rostyslav Synko (by the novel of Ivan Bahriany)
- 1994 Тигролови / Tiger Catchers, 監督: Rostyslav Synko (by the novel of Ivan Bahriany)
- 1995 Атентат - осіннє вбивство в Мюнхені / Assassination. An Autumn Murder in Munich, 監督: Oles Yanchuk
- 1995 Москаль-чарівник / Moskal-Charivnyk, 監督: Mykola Zasieiev-Rudenko
- 1997 Приятель небіжчика / A Friend of the Deceased, 監督: Viacheslav Kryshtofovych
- 1998 Тупик / Dead End, 監督: Hryhoriy Kokhan
- 1999 Як коваль щастя шукав / How the Blacksmith Looked for Happiness, 監督: Radomyr Vasylevsky
- 2000 Нескорений / The Undefeated, 監督: Oles Yanchuk
- 2001 Молитва за гетьмана Мазепу / Prayer for Hetman Mazepa, 監督: Yuriy Illienko
- 2002 Чорна Рада / Chorna Rada, 監督: Mykola Zasieiev-Rudenko
- 2003 Мамай / Mamay, 監督: Oles Sanin
- 2004 Водій для Віри / A Driver for Vira, 監督: Pavlo Chukhrai
- 2004 Залізна сотня / The Company of Heroes, 監督: Oles Yanchuk
- 2004 Украдене щастя / Stolen Happiness, 監督: Andriy Donchyk (by the drama of Ivan Franko)
- 2004 Між Гітлером і Сталіном — Україна в II Світовій війні / Between Hitler and Stalin, 監督: Sviatoslav Novytsky (ドキュメンタリー)
- 2005 День Сьомий. Півтори Години У Стані Громадянської Війни / Day Seven, 監督: Oles Sanin (ドキュメンタリー)
- 2005 Дрібний Дощ / Drizzle, 監督: Heorhiy Deliyev (短編映画)
- 2005 Помаранчеве небо / The Orange Sky, 監督: Oleksandr Kiriyenko
- 2006 Собор на крові / Sobor on the Blood, 監督: Ihor Kobryn (ドキュメンタリー)
- 2006 Музей Степана Бандери У Лондоні / Stepan Bandera Museum In London, 監督: Oles Yanchuk (ドキュメンタリー)
- 2006 Аврора / Aurora, 監督: Oksana Bairak
- 2007 Богдан-Зиновій Хмельницький / Bohdan-Zynoviy Khmelnytskyi, 監督: Mykola Mashchenko
- 2008 Сафо. Кохання без меж / Sappho. Love without Limits, 監督: Robert Crombie
- 2008 Владика Андрей / Metropolitan Andrey, 監督: Oles Yanchuk
- 2008 Ілюзія страху / Illusion of Fear, 監督: Oleksandr Kiriyenko
- 2008 Меніни / Las Meninas, 監督: Ihor Podolchak
- 2010 Щастя моє / My Joy, 監督: Serhiy Loznytsia
- 2011 Вона заплатила життям / She Paid the Ultimate Price, 監督: Iryna Korpan (ドキュメンタリー)
- 2011 Той, хто пройшов крізь вогонь / Firecrosser, 監督: Mykhailo Illienko
- 2011 Легка, як пір'їнка / Feathered Dreams, 監督: Andriy Rozhen
- 2012 Деліріум / Delirium, 監督: Ihor Podolchak
- 2012 Хайтарма / Haytarma, 監督: Akhtem Seitablaiev
- 2013 Параджанов / Paradjanov, 監督: Serge Avedikian and Olena Fetisova
- 2013 Брати. Остання сповідь / Brothers. The final confession, 監督: Viktoriya Trofimenko
- 2014 Плем'я / The Tribe, 監督: Myroslav Slaboshpytskyi
- 2014 Поводир / The Guide, 監督: Oles Sanin
- 2014 Майдан / Maidan, 監督: Serhiy Loznytsia (ドキュメンタリー)
- 2015 Зима у вогні: Боротьба України за свободу / Winter on Fire: Ukraine's Fight for Freedom, 監督: Yevhen Afinieievskyi (ドキュメンタリー)
- 2015 Незламна / Indestructable, 監督: Serhiy Mokrytskyi

### 主な受賞歴
| 賞                                         | 作品名                                 | 公開年 | 監督                 |
| ------------------------------------------ | -------------------------------------- | ------ | -------------------- |
| ロンドン映画祭・グリアソン賞               | バビ・ヤール、コンテクスト             | 2021年 | セルゲイ・ロズニツァ |
| カンヌ国際映画祭・ゴールデンアイ賞         | バビ・ヤール、コンテクスト             | 2021年 | セルゲイ・ロズニツァ |
| カンヌ国際映画祭・「ある視点」監督賞       | ドンバス                               | 2018年 | セルゲイ・ロズニツァ |
| カンヌ国際映画祭・パルムドール（短編部門） | クロス（クロスカントリー）             | 2011年 | マリアナ・ヴロダ     |
| カンヌ国際映画祭・パルムドール（短編部門） | Podorozhni（ウェイファーラー）         | 2005年 | Ihor Strembitskyi    |
| ベルリン国際映画祭・銀獅子賞（短編部門）   | Ishov tramvaiN°9（トラムN°9が行く）    | 2003年 | ステパンコヴァル     |
| ベルリン国際映画祭・NYFAパノラマ賞         | Tyr（射撃場）                          | 2001年 | タラス・トメンコ     |
| カンヌ国際映画祭・FIPRESCI賞               | Lebedyne Ozero-ゾナ（白鳥の湖.ゾーン） | 1990年 | ユーリー・イリエンコ |
| カンヌ国際映画祭・青年賞（外国映画部門）   | Lebedyne Ozero-ゾナ（白鳥の湖.ゾーン） | 1990年 | ユーリー・イリエンコ |

### ウクライナ語の映画 (IMDb評価順)
| 名前                  | 年     | 評価 | リンク |
| --------------------- | ------ | ---- | ------ |
| 火の馬                | 1965年 | 8.1  |        |
| ガイド                | 2014年 | 7.9  |        |
| ゲーマー              | 2011年 | 7.1  |        |
| ブラザーズ.最後の告白 | 2013年 | 7.9  |        |
| 忘れられない影        | 2013年 | 6.7  |        |
| Firecrosser           | 2011年 | 7.3  |        |
| せん妄                | 2013年 | 7.5  |        |
| Paradzhanov           | 2013年 | 6.8  |        |
| Las Meninas           | 2008年 | 7.2  |        |

## 関連文献
- 重田園江『真理の語り手 アーレントとウクライナ戦争』白水社、2022年11月28日。ISBN 978-4-560-09475-4。（電子版あり）
- 梶山祐治『ウクライナ映画完全ガイド』（パブリブ、2024）
- Beumers, Birgit. A history of Russian cinema (Bloomsbury Academic, 2019)
- Brouwer, Sander (ed.), Contested Interpretations of the Past in Polish, Russian and Ukrainian Film: Screen as Battlefield (Boston: Brill, 2016).
- First, Joshua. Ukrainian Cinema: Belonging and Identity during the Soviet Thaw (Bloomsbury, 2015).
- Forsher, James. "Propaganda Films." Encyclopedia of International Media and Communications, Donald Johnston (Elsevier Science & Technology, 2003)
- Latanyshyn, Sarah. "Ukraine: Modern and Contemporary Performance Practice." The SAGE International Encyclopedia of Music and Culture, ed. by Janet L. Sturman (Sage Publications, 2019)
- Salys, Rimgaila ed. The contemporary Russian cinema reader 2005-2016 (Boston: Academic Studies Press, 2019)
- Sarkisova, Oksana. Screening Soviet Nationalities: Kulturfilms from the Far North to Central Asia (I. B. Tauris, 2017).
- Steffen, James. The Cinema of Sergei Parajanov (The University of Wisconsin Press, 2013)
- Strukov, Vlad. Contemporary Russian cinema : symbols of a new era (Edinburgh University Press 2018)